# Dwight Powell
Dwight Powell (ur. 20 lipca 1991 w Toronto) – kanadyjski koszykarz, występujący na pozycji skrzydłowego, reprezentant kraju, aktualnie zawodnik Dallas Mavericks.

## Osiągnięcia
Stan na 13 września 2023, na podstawie, o ile nie zaznaczono inaczej.

### NCAA
- Mistrz turnieju NIT (2012)
- Zaliczony do: 
  - I składu:
    - Pac-12 (2013, 2014)
    - najlepszych pierwszorocznych zawodników Pac-12 (2011)
    - turnieju Legends Classic (2014)
- Zawodnik, który poczynił największy postęp w konferencji Pac-12 (Most Improved Player – 2013)

### NBA
- Zaliczony do II składu letniej ligi NBA (2015)[3]

### Reprezentacja
Drużynowe
- Brązowy medalista mistrzostw:
  - świata (2023)[4]
  - Ameryki (2015)
- Uczestnik:
  - uniwersjady (2013 – 4. miejsce)
  - turnieju Four Nations' International Invitational

Indywidualne
- Lider igrzysk olimpijskich w skuteczności rzutów z gry (2024 – 90%)[5]